# Proyecto de urbanización

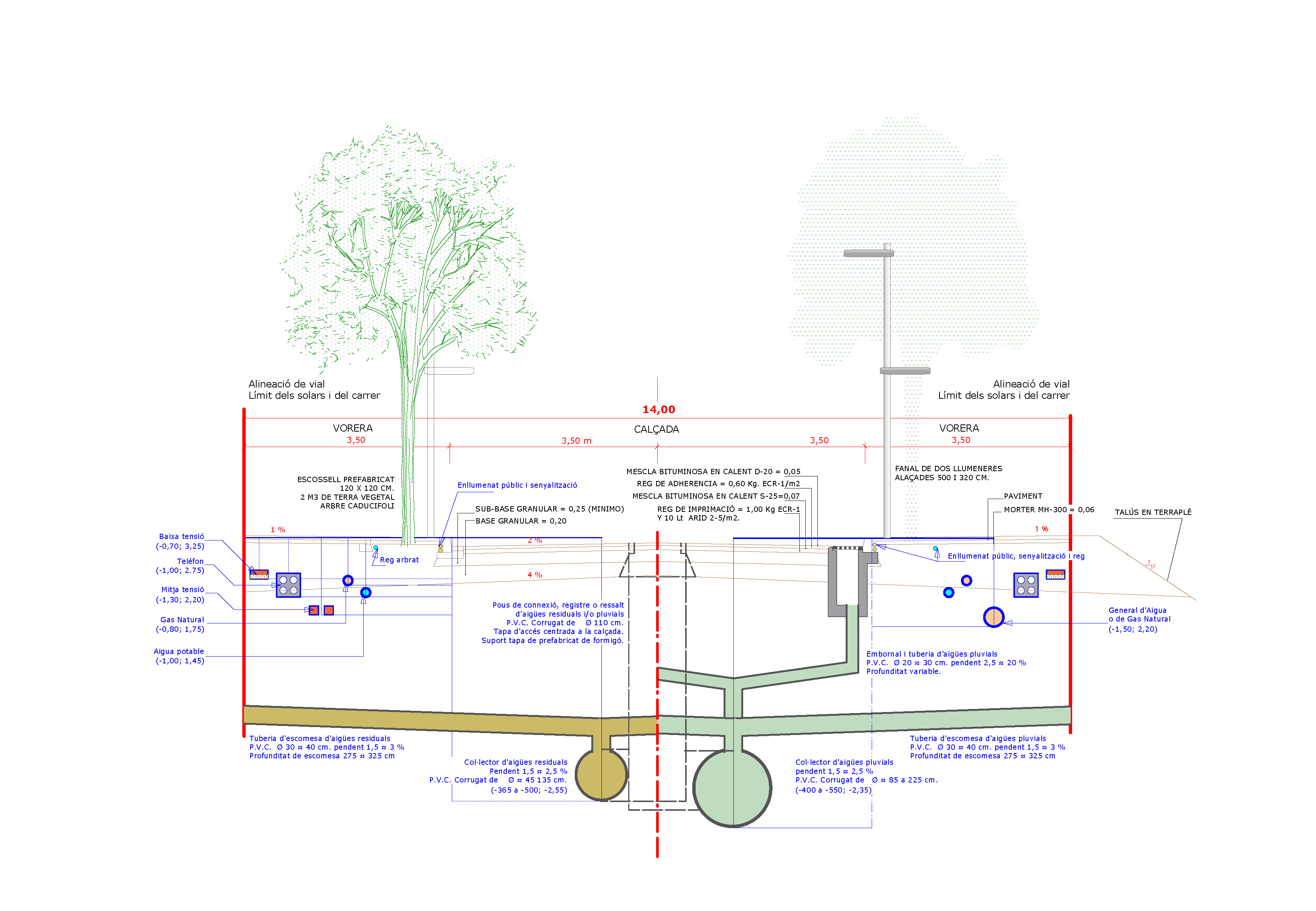
Sección tipo de un proyecto de urbanización, con sistema de alcantarillado separando las aguas residuales de las de lluvia. Servicios de agua potable, electricidad en media y baja tensión, gas natural, telefonía, alumbrado público, arbolado y riego.

El Proyecto de urbanización es un documento técnico de planeamiento urbanístico, que no es otra cosa que el proyecto ejecutivo de las obras de urbanización de una calle, plaza, polígono (urbanismo), sector (urbanismo), barrio etc.
Proyecto de urbanización es el documento que define la propuesta urbanística en el nivel de más detalle, indica cómo serán las calles y las plazas, así como las zona verde, los taludes o margen de protección, etc., También define cómo y de qué manera se estructuran los servicio urbanos subterráneos o aéreos como: el alcantarillado, los suministro de agua, suministro de gas y suministro de electricidad, tanto de baja tensión como de media tensión y a menudo, también de alta tensión, el teléfono y otras red de telecomunicaciones, etc.
Si bien los instrumentos de planeamiento superior o de referencia de un proyecto de urbanización, como los plan parcial o plan especial ya indican y, frecuentemente, esquematizan los servicios urbanísticos, determinando algunos de sus parámetros, no es hasta que se redacta y se aprueba el proyecto de urbanización que las obras a realizar quedan definidas para que puedan ser ejecutadas.
Los proyectos de urbanización principalmente se hacen para concretar las obras de urbanización de los nuevos polígonos, pero el hecho de que todavía haya urbanizaciones antiguas en las que las calles, o no se urbanizar nunca y se debe hacer ahora, o van ser objeto de una urbanización deficiente que hay que reformar, acerca el proyecto de urbanización al ciudadano corriente, inexperto en el tema que además, ha de contribuir económicamente a las obras, mediante las «Contribuciones especiales" o la inclusión en una Unidad de actuación urbanística. Lo mismo se puede decir de la urbanización o la reforma parcial o total de la que existe en una población, o la peatonalización de los Centro histórico o comerciales, etc.
El proyecto de urbanización no son instrumentos de planeamiento urbanístico y no puede cambiar el aprovechamiento urbanístico, ni las alturas de los edificios, ni las anchuras de la calle ni las rasantes fundamentales de las calles y plazas ni, en general, las determinaciones que corresponden a un instrumento de planeamiento urbanístico, que por el hecho de serlo, tiene rango superior (principio de jerarquía normativa).
Dado que sus determinaciones no tienen, en general, la relevancia jurídica y económica de instrumento de planeamiento urbanístico, a menudo es menospreciado como un documento secundario, lo que debe considerarse un grave error, sobre todo en las área urbana consolidada, ya que el proyecto de urbanización indica que habrá por delante las casas, qué anchura tendrán las aceras, como serán los bordillos, los vados, las farolas y las papeleras, etc. de toda la urbanización.

## Evaluación ambiental
Los proyectos de urbanización, están sometidos a evaluación de impacto ambiental (no a evaluación estratégica, al no ser un instrumento de planeamiento).
Por otro lado, de acuerdo con la legislación sectorial de aguas, debe acreditarse la existencia de recursos hídricos, principalmente mediante informe de la confederación hidrográfica correspondiente, en especial en el caso de que no se haya llevado a cabo en el plan parcial.
Asimismo, debe comprobarse la compatibilidad urbanística con la ordenación preexistente.